# Jaib
Jaib war ein altägyptischer König (Pharao) der 13. Dynastie (Zweite Zwischenzeit), welcher etwa von 1719 bis um 1709 v. Chr. oder um 1680 bis um 1670 v. Chr. regierte.

## Belege
Jaib soll nach dem Turiner Königspapyrus 10 Jahre, 8 Monate und 28 Tage regiert haben. Trotz dieser relativ hohen Anzahl von Regierungsjahren ist er von nur wenigen Objekten bekannt. Belegt ist er vor allem durch eine große Anzahl von Siegeln, (Skarabäen). Die Stele eines Privatmannes mit Namen Sahathor stammt wohl aus Theben und nennt seinen Namen. Ein Bruchstück von einer Fayenceschale mit seinem Namen stammt aus El-Lahun.